# Julianaziekenhuis (Amsterdam)
Het Julianaziekenhuis was een ziekenhuis gevestigd in Amsterdam-West. Het stond aan de Ter Haarstraat 17, tussen Bilderdijkstraat en Bilderdijkkade.
Het ziekenhuis was in eerste instantie bedoeld ter genezing van gereformeerden in Amsterdam. Zij hadden vanaf 1893 een ziekenhuis tot hun beschikking aan de Herengracht 192, maar dat werd te klein.
De Gereformeerde Ziekenverpleging diende in 1902 een verzoek in bij burgemeester en wethouders om een terrein van ca. 1.715 m² in erfpacht te mogen nemen om er een ziekenhuis te bouwen. Het terrein bestond toen nog grotendeels uit modder, men was nog bezig de Bilderdijkgracht te graven.
Architect Tjeerd Kuipers werd aangezocht voor het ontwerp met mogelijkheden tot veel licht en verse lucht. Hij besteedde het onderhands aan. De inschrijver met het laagste bod ging het bouwen voor 97.385 gulden, de bouwkosten zouden oplopen tot 127.000 gulden. Er werd een ziekenhuis gebouwd met circa 70 beden. In juli 1903 was de bouw zover gevorderd van Nicolaas Adriaan de Gaay Fortman, voorzitter van de Vereniging voor Gereformeerde Ziekenverpleging, een gedenksteen kon inmetselen. In oktober lag de bouw enige tijd stil door een werkstaking, eerst door de metselaars en vervolgens door de opperlieden.
Dinsdag 6 september 1904 kon uiteindelijk het ziekenhuis geopend worden, twee weken later kwamen de eerste patiënten over van de Herengracht. In 1906 komt het tot een geschil met de medewerkers van de nabijgelegen katholieke kerk De Liefde, het was toegestaan in het ziekenhuis de laatste Heilige Sacramenten der stervenden te voorzien. In juli 1910 werd de schoorsteen behoorlijk beschadigd na een blikseminslag.
In 1926 verpleegde het ziekenhuis circa 950 patiënten. In dat jaar reed koningin Wilhelmina der Nederlanden langs, het jaar daarop bracht ze ook daadwerkelijk een bezoek aan het ziekenhuis. Naar aanleiding van dat bezoek werd de naam gewijzigd in Juliana van Stolbergziekenhuis, afgekort tot Julianaziekenhuis (JZ). Het aantal bedden bleef stijgen, waarbij bleek dat een grote renovatie noodzakelijk was. Deze renovatie duurde zestien jaar. In 1964 vierde men het zestigjarig jubileum.
Vanaf 1969 probeert het Julianaziekenhuis samen met het Luthers Diaconessenziekenhuis een nieuw gebouw neer te zetten in Diemen. Dat ketste af en de toestand van het ziekenhuis verslechterde snel. De ogen van de gemeente waren naar het dan nog in de kinderschoenen staande Academisch Medisch Centrum gericht. Nieuwbouw bleef uit (er moest bezuinigd worden op de ziekenhuizen) en het Julianaziekenhuis paste opnieuw intern aan.
Pas in 1986 werd samen met het eerder genoemde Diaconessenziekenhuis en het Ziekenhuis Amsterdam-Noord (ZAN) plannen ondernomen die zouden leiden tot het BovenIJ Ziekenhuis. In 1987 vond de verhuizing daarnaartoe plaats. Het gebouw werd enige tijd gebruikt door de Hogeschool van Amsterdam, daarna stond het leeg en werd het gekraakt. In 2000 werd het afgebroken.